# شیمی محیط زیست

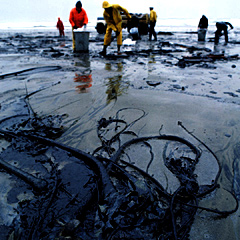
نشت روغن

شیمی محیط زیست (به انگلیسی: Environmental chemistry)  شاخه‌ای از دانش بنیادین شیمی است که به بررسی پدیده‌های شیمیایی و زیست‌شیمیایی طبیعی می‌پردازد. به دلیل نزدیکی این دانش به شیمی خاک، شیمی آب و شیمی جو، آن را در دستهٔ شیمی تجزیه طبقه‌بندی می‌کنند.
تصفیه آب، فرایندهای زیست‌شیمیایی موجودات زنده میکروسکوپی، آلودگی هوا، آلاینده‌های طبیعی و مصنوعی مهمترین موضوعات مطالعه در شیمی محیط زیست به‌شمار می‌روند.

## شاخص‌های محیطی
اندازه‌گیری شیمیایی شامل کیفیت آب، اکسیژن مورد نیاز شیمیایی، اکسیژن مورد نیاز بیولوژیکی، کل مواد جامد محلول، پی‌اچ، مواد مغذی (نیترات و فسفر)، فلز سنگین، مواد شیمیایی خاک، (شامل مس، روی، کادمیم، سرب، جیوه) و آفت‌کشها.